# Goephanes albolineatipennis
Goephanes albolineatipennis är en skalbaggsart som beskrevs av Stefan von Breuning 1971. Goephanes albolineatipennis ingår i släktet Goephanes och familjen långhorningar.
Artens utbredningsområde är Madagaskar. Inga underarter finns listade i Catalogue of Life.